# Gastronomia de Castella - la Manxa
La gastronomia manxega compta amb plats molt casolans i saborosos. Per la proximitat geogràfica i l'afinitat cultural, la cuina de les comarques castellanes del País Valencià està relacionada amb la cuina manxega. La Manxa és una regió natural de la Meseta Sud de la península Ibèrica que actualment forma part de la Comunitat Autònoma de Castella-La Manxa.

## Productes locals
El formatge manxego, reconegut arreu del món, compta amb denominació d'origen. Aquest formatge es prepara amb llet d'ovella feta prendre amb flor de card, de pasta premsada i no cuita. Té un color blanc groguenc i de sabor suau o fort segons el grau de maduració.
Entre els productes alimentaris de la Manxa també cal destacar altres productes típics com l'all negre de Las Pedroñeras (ajos morados de Las Pedroñeras), els xampinyons i les berenjenas de Almagro, albergínies molt petites confitades segons una recepta tradicional a Almagro que normalment es mengen com a tapa.

## Plats típics
Molts plats de la cuina manxega s'elaboren amb carn d'ovella, xai o cabra, a causa de la tradició pastoral predominant a la zona. La caça també té molta importància.
Les gachas manchegas o «gachas de almorta» són un plat ancestral de la zona de la Manxa un dels ingredients principals del qual és la farina de guixa. Tradicionalment les gachas manchegas es mengen directament de la paella amb una cullera tot just després de treure-les del foc.
El gaspatxo manxego no té res a veure amb la famosa sopa freda andalusa. Es prepara amb coques de gaspatxo, coques rodones i planes fetes amb farina de blat i aigua sense llevat. Les coques tallades a trossos es barregen amb un guisat de perdiu, colom, llebre o conill.
Les migas manchegas són un plat elaborat. Els ingredients son pa, alls, pebrot vermell sec, xoriço, cansalada, oli d'oliva, aigua i sal. El pa es talla molt fi i allargat i es deixa a remullar la nit abans en aigua amb alls i sal, cobrint el tot amb un drap de cuina perquè no quedi sec per fora. El pa es fregeix l'endemà amb oli molt calent i alls, donant-li voltes contínuament perquè no s'enganxi a la paella. Preparar aquestes migas és un autèntic art.
Altres plats locals són el pisto manxego, versió local de la samfaina, les sopes d'all, el pipirrana, els zarajos, la caldereta manchega, els duelos y quebrantos i l'atascaburras.

## Vins
La Manxa és considerada unes de les zones vinícoles més extenses del món. Compta amb diferents denominacions d'origen, entre les quals cal destacar: La Manxa, Valdepeñas, Uclés i La Manchuela.

## Dolços
Els dolços locals són sovint comuns a d'altres indrets. Entre els més importants cal mencionar:
almendrados, alajú, amarguillos, arrope, arròs amb llet, bienmesabe, 
bunyols, copa imperial, dormido del corpus, hojuelas, llet fregida, mantecados, miguelitos i pestinyos.

## Galeria

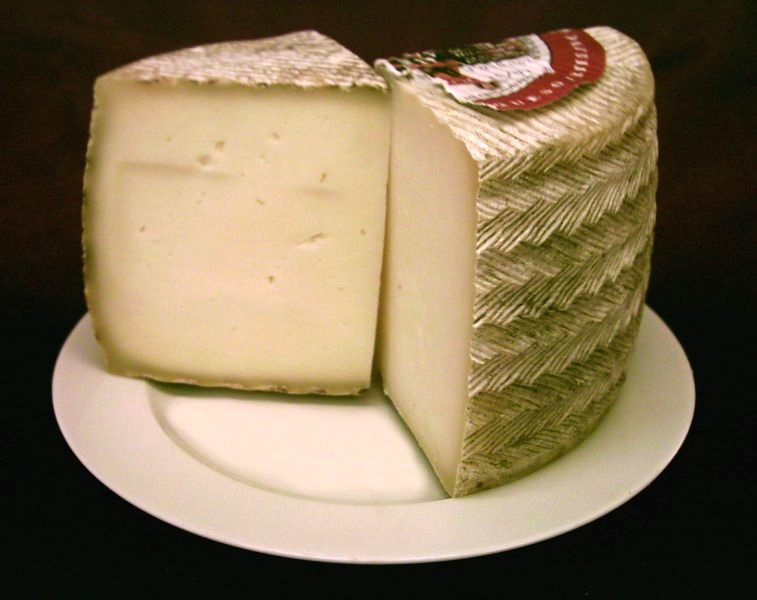
Formatge manxego un dels productes gastronòmics de la Manxa més coneguts Feu clic per veure
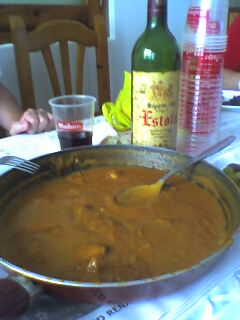
Un plat de gachas manchegas amb un vi de la regió al fons Feu clic per veure
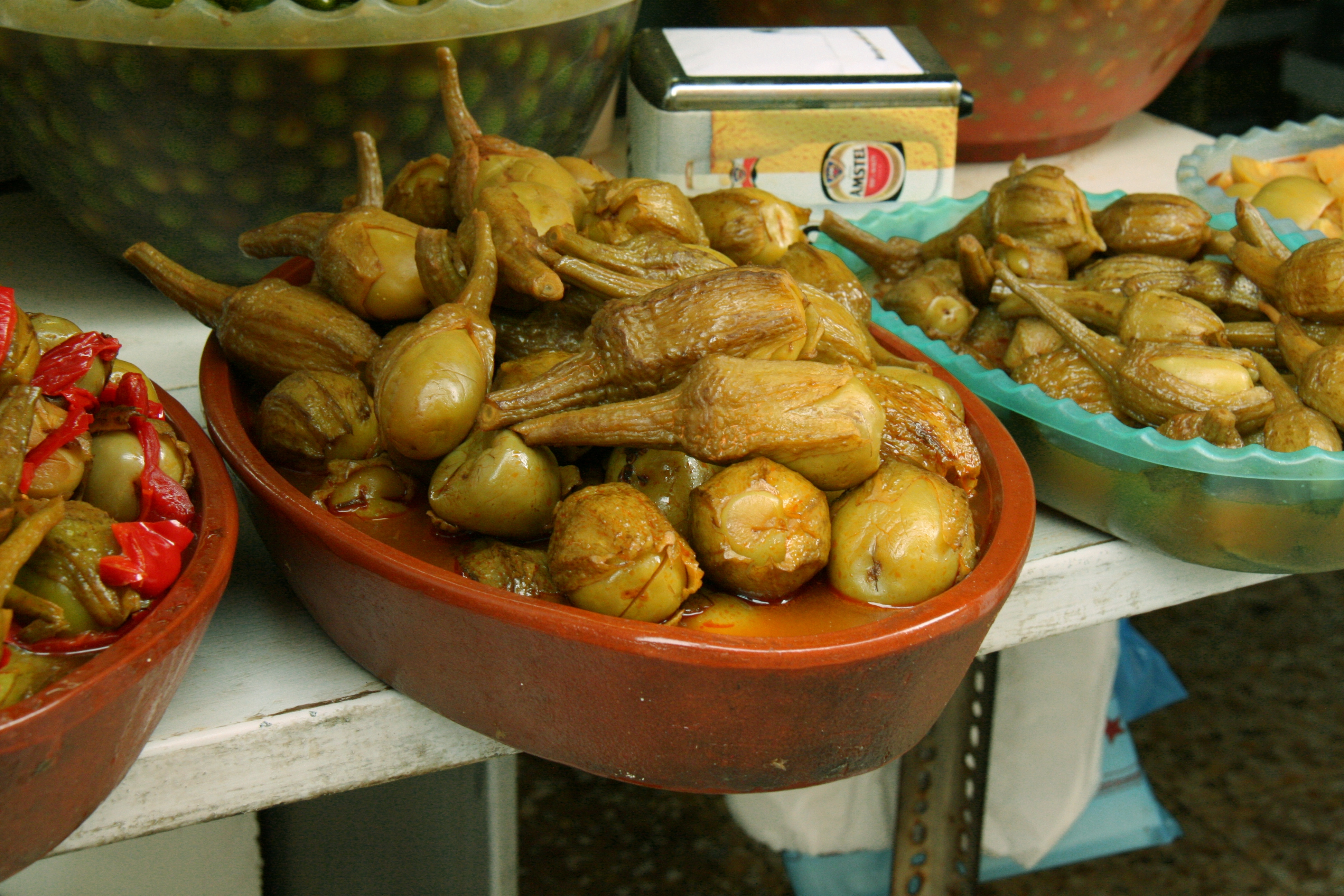
Les berenjenas de Almagro Feu clic per veure
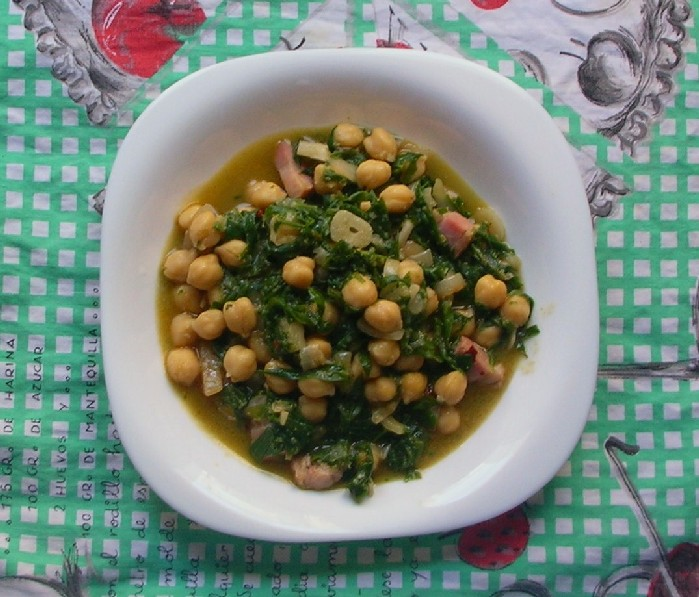
Potatge de cigrons amb colitxos. (Potaje de garbanzos y collejas) Feu clic per veure